# Goldeyes de Winnipeg
Les Goldeyes de Winnipeg (Winnipeg Goldeyes en anglais) sont une franchise professionnelle de ligue indépendante de baseball canadienne basée à Winnipeg, au Manitoba. Les Goldeyes jouent en Association américaine. Du déménagement de la franchise à Winnipeg en 1994 jusqu'en 2010, l'équipe joue dans la Northern League.
Les Goldeyes ont pour domicile le Shaw Park depuis 1999.

## Histoire
Il y a deux clubs professionnel de baseball à Winnipeg qui ont porté le nom de Goldeyes, tous deux ayant évolué dans différentes incarnations de la Northern League. La première équipe ayant porté le nom de Goldeyes a évolué de 1954 à 1964 dans la Northern League originale, et a remporté à trois reprises le championnat, en 1957, 1959 et 1960.
L'équipe contemporaine est née en 1994 du déménagement des Aces de Rochester à Winnipeg. Elle est la propriété de Sam Katz, entrepreneur canadien et 42e maire de Winnipeg.